# کلارک ال. هال
کلارک ال. هال (انگلیسی: Clark Leonard Hull؛ زاده ۲۴ مهٔ ۱۸۸۴ درگذشته ۱۰ مهٔ ۱۹۵۲) یک دانشمند در زمینه روان‌شناسی اهل ایالات متحده آمریکا بود. هال اکثر ایام زندگی اش فلج بود. فلج او بر اثر بیماری فلج اطفال که در کودکی به آن مبتلا شده بود بود دامن گیرش شد. در سال ۱۹۴۸ دچار حمله قلبی شد و چهار سال بعد درگذشت. او در آخرین کتابش (یک نظام رفتار) اظهار تاسف کرده که سومین کتابی که قصد نوشتنش را داشته هرگز نوشته نخواهد شد.
هال برای کوشش‌های خود در سال ۱۹۴۵ از جامعه روانشناسی آزمایشی نشان وارن را دریافت کرد.
از اولین علایق هال سنجش استعدادها بود و بعدها در سال ۱۹۲۸ کتابی با عنوان سنجش استعداد نشر داد. دومین علایق هال مطالعه هیپنوتیزم بود. او پس از مطالعهٔ فراوان درباره فرایند هیپنوتیسم کتابی با عنوان هیپنوتیسم و تلقین پذیری نوشت. سومین علاقه هال که منجر به شهرتش هم شد مطالعه فرایند یادگیری بود. نخستین کتاب عمده هال دربارهٔ یادگیری با عنوان اصول رفتار مطالعه یادگیری را از بنیاد تغییر داد.